# Bogoglasnik
Der Bogoglasnik (ukrainisch Богогласник; wiss. Transliteration Bohohlasnyk „Gotteskünder“) von Potschajiw (Počajiv) ist das erste gedruckte ukrainische Liederbuch mit geistlichen belarussischen und ukrainischen Liedern aus dem 17. und 18. Jahrhundert. Er wurde 1790/1 im wolhynischen Potschajiw von der Unierten Katholischen Druckerei der Basilianer im Mariä-Entschlafens-Kloster veröffentlicht. Es enthält fast 250 Lieder und wurde in verschiedenen ukrainischen, polnischen, russischen und belarussischen Städten bis ins 20. Jahrhundert mehrfach nachgedruckt. Der Bogoglasnik wurde von Vladimir Peretc, Pavlo Žytec'kyj, Iwan Franko, Mychajlo Voznjak und anderen erforscht.